# Nodari Maisuradze
Nodari Otarijewicz Maisuradze, ros. Нодари Отариевич Маисурадзе (ur. 18 lutego 1988 w Lipiecku) – rosyjski łyżwiarz figurowy, startujący w parach sportowych. Uczestnik mistrzostw świata i Europy, medalista zawodów z cyklu Grand Prix, mistrz świata juniorów (2009), zwycięzca finału Junior Grand Prix (2008) oraz brązowy medalista mistrzostw Rosji (2009).

## Osiągnięcia

### Z Juliją Antipową
| Zawody                    | 12–13          | 13–14          | 14–15          |                |                |                |                |                |                |                |                |                |                |                |                |                |                |
| Międzynarodowe            | Międzynarodowe | Międzynarodowe | Międzynarodowe | Międzynarodowe | Międzynarodowe | Międzynarodowe | Międzynarodowe | Międzynarodowe | Międzynarodowe | Międzynarodowe | Międzynarodowe | Międzynarodowe | Międzynarodowe | Międzynarodowe | Międzynarodowe | Międzynarodowe | Międzynarodowe |
| ------------------------- | -------------- | -------------- | -------------- | -------------- | -------------- | -------------- | -------------- | -------------- | -------------- | -------------- | -------------- | -------------- | -------------- | -------------- | -------------- | -------------- | -------------- |
| Mistrzostwa świata        |                | 8              |                |                |                |                |                |                |                |                |                |                |                |                |                |                |                |
| GP Cup of China           |                |                | WD             |                |                |                |                |                |                |                |                |                |                |                |                |                |                |
| GP NHK Trophy             |                |                | WD             |                |                |                |                |                |                |                |                |                |                |                |                |                |                |
| GP Rostelecom Cup         |                | 5              |                |                |                |                |                |                |                |                |                |                |                |                |                |                |                |
| Bavarian Open             | 2              | 1              |                |                |                |                |                |                |                |                |                |                |                |                |                |                |                |
| International Cup of Nice |                | 4              |                |                |                |                |                |                |                |                |                |                |                |                |                |                |                |
| Krajowe                   |                |                |                |                |                |                |                |                |                |                |                |                |                |                |                |                |                |
| Mistrzostwa Rosji         | 4              | 4              |                |                |                |                |                |                |                |                |                |                |                |                |                |                |                |

### Z Lubow Iluszeczkiną
| Zawody                                | 07–08          | 08–09          | 09–10          | 10–11          | 11–12          |                |                |                |                |                |                |                |                |                |                |                |                |
| Międzynarodowe                        | Międzynarodowe | Międzynarodowe | Międzynarodowe | Międzynarodowe | Międzynarodowe | Międzynarodowe | Międzynarodowe | Międzynarodowe | Międzynarodowe | Międzynarodowe | Międzynarodowe | Międzynarodowe | Międzynarodowe | Międzynarodowe | Międzynarodowe | Międzynarodowe | Międzynarodowe |
| ------------------------------------- | -------------- | -------------- | -------------- | -------------- | -------------- | -------------- | -------------- | -------------- | -------------- | -------------- | -------------- | -------------- | -------------- | -------------- | -------------- | -------------- | -------------- |
| Mistrzostwa Europy                    |                | 5              |                |                |                |                |                |                |                |                |                |                |                |                |                |                |                |
| GP Finał Grand Prix                   |                |                |                | 4              |                |                |                |                |                |                |                |                |                |                |                |                |                |
| GP Cup of China                       |                |                | 5              | 4              |                |                |                |                |                |                |                |                |                |                |                |                |                |
| GP NHK Trophy                         |                |                |                |                | 6              |                |                |                |                |                |                |                |                |                |                |                |                |
| GP Cup of Russia                      |                | 4              |                |                |                |                |                |                |                |                |                |                |                |                |                |                |                |
| GP Skate Canada International         |                |                |                | 1              | 5              |                |                |                |                |                |                |                |                |                |                |                |                |
| Golden Spin Zagrzeb                   |                |                | 1              |                |                |                |                |                |                |                |                |                |                |                |                |                |                |
| Memoriał Ondreja Nepeli               |                |                |                |                | 3              |                |                |                |                |                |                |                |                |                |                |                |                |
| Zimowa Uniwersjada                    |                |                |                | 1              |                |                |                |                |                |                |                |                |                |                |                |                |                |
| Międzynarodowe: Kategorie młodzieżowe |                |                |                |                |                |                |                |                |                |                |                |                |                |                |                |                |                |
| Mistrzostwa świata juniorów           | 2              | 1              |                |                |                |                |                |                |                |                |                |                |                |                |                |                |                |
| JGP Finał                             |                | 1              |                |                |                |                |                |                |                |                |                |                |                |                |                |                |                |
| JGP na Białorusi                      |                | 1              |                |                |                |                |                |                |                |                |                |                |                |                |                |                |                |
| JGP w Czechach                        |                | 1              |                |                |                |                |                |                |                |                |                |                |                |                |                |                |                |
| Krajowe                               |                |                |                |                |                |                |                |                |                |                |                |                |                |                |                |                |                |
| Mistrzostwa Rosji                     | 4              | 3              | 4              | 5              | 6              |                |                |                |                |                |                |                |                |                |                |                |                |
| Mistrzostwa Rosji juniorów            | 2              |                |                |                |                |                |                |                |                |                |                |                |                |                |                |                |                |